# Zamek w Kościuszkach
Zamek w Kościuszkach – nieistniejący zamek rycerski w Kościuszkach na Pomorzu Zachodnim, w powiecie goleniowskim.
W obrębie parku dworskiego, znajdującego się na wschodnim skraju wsi zachował się czworoboczny nasyp, o wysokości około 3 m, z górnym plateau o wymiarach około 18 x 20 m. W jego południowej części są widoczne pozostałości czworobocznej, kamiennej wieży. Zamek nie był przedmiotem szerszych prac badawczych, choć wstępnie rozpoznał go Zbigniew Radacki. Miejscowość o nazwie Hindenburg pojawiła się w źródłach pisanych w końcu XIII wieku kiedy jej właścicielem był Fryderyk von Hindenburg wymieniany w dokumentach z lat 1278-1301. Brak badań historycznych nie pozwala stwierdzić, czy właśnie on wzniósł zamek, czy uczynili to raczej jego następcy. Jedynym znanym elementem zamku jest kwadratowa wieża, z dolną izbą o boku 4,7 m, przy grubości murów 2,4 m. Wieża prawdopodobnie powstała na miejscu starszego drewnianego założenia obronnego i stanowiła zasadniczy człon kamienno-ceglanego zamku, którego mury mogły być poprowadzone wzdłuż krawędzi kopca.